# レベレヒト・ミッゲ
レベレヒト・ミッゲ（Leberecht Migge、1881年-1935年）は、ドイツ人造園家・ランドスケープアーキテクト、地域プランナー、都市理論家。ワイマール共和国の居住環境において園芸生活の原則を提示したことで知られる。数十年に及ぶ活動期間の関心事には、持続可能性に関する現在にも通じる懸念との関連性が垣間見える。
ミッゲは、形と用途を一体化させた工業化時代の新しいデザインを求め、新しい時代に見合った優れた機能性をもつ公園緑地の設計を目指していた。同時代のライバル造園家、カール・フリードリッヒ・オーギュスト・ハンペル（Carl Friedrich August Hampel）らが自らをガルデン・アルティストと称していたのに対し、ガルデン・アルキテクトと称していた。ヴィルヘルムスハーフェンの通りは彼の名にちなんで名付けられている。ダンツィヒ（現ポーランド・グダニスク）出身。

## 生涯
グダニスクの大商家の13人いる兄弟の12番目に生まれる。ハンブルクで園芸指導をうけ腕を磨き、1904年にオークスの園芸会社ジェイコブに就職。すぐに小さな技術指向から開発庭師緑デザイナーになる。オークスでの在職期間には、主に富裕層だけでなく、屋外用家具とLaubenとして知られているアーバや木陰用につくるドイツ風のプライベートガーデンと団地の設計にも関与。
1909年にミッゲはパンフレット『Der Hamburger Stadtpark und die Neuzeit: Die heutigen offentlichen Garten?dienen sie in Wahrheit dem Volke?』（『ハンブルク市立公園と現代：今日のパブリックガーデン、 - 彼らは本当に人々に奉仕するのですか？』）という出版物で社会的理想を表現し始めていた。
1911年刊行し、後に反響を及ぼすヴェルナー・ヘーゲマンの著『Amerikanische Parkanlangen』にあるアメリカンスタイルは、すべてミッゲによってモデル化された現代ドイツの造園でのスタイルが多数みられたが、彼は同時代のアメリカ合衆国での公共造園の動きには精通してはいなかった。
1912年、ドイツ工作連盟に参加した。
1913年からフリーランスとなった。裕福民のための庭園づくりに不満を感じ、オークスを去り、市民の公園（Volksparks）の仕事に着手。コンタクトによって仕事開拓しランドスケープアーキテクチャーの役割と機能の自身の理論を確立、様々な公共公園の計画を手がけはじめた。
18世紀後半にプロトタイプとされたイギリス式庭園が輸入以来、ドイツではこの形式庭園が一般的なスタイル（ミュンヘンのエングリッシャーガルテンとデッサウ＝ヴェルリッツの庭園王国などによって証明されている）であったが、単に都市の緑をブルジョア的美的理想でやっていくのは、ますます混雑した都市に生きる労働者階級のニーズに不十分なものとみなしていた。
彼の1913年刊行の本、『Die Gartenkultur des XX.Jahrhunderts』（20世紀の庭園文化 Jahrhunderts. Diederichs, Jena）は、すべての庭の種類は、古代の基本的な幾何学に基づいて、ユーティリティの庭から来たと説明されていること、およびそのような自然な庭の形、現代の公共の公園、工業化に起因する退廃的で文化的な条件の結果であり、歴史的発展を通じて、すべての風景の種類は、食を成長させるために、このオリジナルの幾何学的な都市型の庭のプロットからあったとしている。
彼はここに都市緑地の社会的機能に関する彼の考えを表して発表し、イギリスからのガーデンシティのようななアイデアを開発、彼自身のモデルを続ける。 
彼の見解では、周囲の風景を悪用することなく、自律的な人間に街を開発することが可能でなければならないとした。 
その後も『エブリマンの自己』（1918年）、景観計画の彼の社会的なアイデアの宣言を務めた『Der soziale Garten』（社会のガーデン）、『Das grune Manifest』（グリーンマニフェスト）といった本で彼のアイデアを公開。
特に1919年にドイツで出版されたグリーンマニフェスト(Berlin-Friedenau 1926（1999年再版ISBN 3-7861-2291-1 ）は、これまで造園家によって書かれたものの中で最もあからさまに政治的な意思を示している。
1913年、ライプツィヒ・シェーネフェルトのマリアンネン公園の設計を依頼される。これは1910年からオーギュスト・ハンペルが担当していたが、設計案が採用されず、ミッゲに依頼されたもので、空間を直線的なラインで建築での配置計画的に分割配置。また、公園の用途を重視し、装飾性を排除したデザイン案となっている。実施の際には担当からはずされ、また公園の完成は財政等の問題で、1920年以降になる。
また、1911年に実現のため有限会社が設立されたライプツィヒ郊外のガーデンサバーブ・マリーエンブルーンにおいて地区全部の緑地設計を担当する。ミッゲは一般人が営む庭をとりわけ重視しており、入居家族世帯ごとに庭スペース確保に努めて配分設計している。
第一次世界大戦中およびその直後、ミッゲは陸上競技などに若者が訪れるようなスポーツ公園に、戦死者記念碑を設計した。墓は、個々の花壇、庭を形成するスキームの全体として行動しているデザインを支持し、戦争記念館のための壮大なプロトタイプは避けている。
第一次世界大戦の食糧不足の中、ミッゲの1919年『Jedermann Selbsversorger』（みんなで自給, Diederichs, Jena 1919）では、農場のプロットを取り入れた工業理想都市のユートピア的な関心を促した。ピーター・クロポトキンという、ロシアのアナーキストの影響を受けて、ミッゲの共同意識、草の根社会主義は第一次世界大戦後、居住環境のあり方として関心を持たれた。
1920年以来、ミッゲは芸術村で知られるヴォルプスヴェーデに住み、アンハルト住宅協会から依頼を受けたプロジェクトで自給自足型都市のアイデアを試してみた。芸術村は芸術的表現をネイティブの権利運動や公共の公園の動きが特定の時代精神が主導し、アーティスト、ベルンハルト・ヘトガーとハインリッヒ・フォゲラーらの「コミュニティ・ワーク」の社会モデルとしていた。このプロジェクトでは、園芸、農業および接続されたガレージの統合は、芸術のマニュアルと知的な作業を組み合わせることを目的に試されている。 
この住宅協会のプロジェクトではとりわけ個別に庭園計画を実験的に配置。庭園それぞれがすべての宅地の庭園や果樹農園であるようにリズミカルなアクセントで区別し、同じパターンに依拠して設計している。
1920年に、建築家とマルティン・ヴァグナーらとミッゲは、居住地のための新しい政策の扇動のためにStadtland-文化協会（グロース＝ハンブルク・ウント・グロース＝ベルリン、Groß-Hamburg und Groß-Berlin）を設立。この時期ミッゲは技術産業をもって飛躍する工業都市の拡大を見て、これは避けられないとみていた。
1920年代に、機能主義が急成長するという信条があったインターナショナルスタイルは、同時代の現実性や社会性に結びつき、ミッゲの機能主義思想、美学とも相容した。彼の著作や公園のデザインは、規律と建築であった。
このため、ワイマール共和国内の同時代を代表する近代建築家とも組んで協働。オットー・ヘスラー（ジョージ・ガーデン、ツェレ）、ブルーノ・タウトとヴァグナー（おもにジードルング、ベルリン＝ブリッツ、ノイケルン、森林宅地ベルリン＝ツェーレンドルフなど）。フランクフルトのエルンスト・マイや園芸家のマックス・ブルーンとともに、フランクフルト市の中心周辺に新たな住宅地に設計された庭園や公園をおおく手がける。居住地デザインは「Siedlungen」（集落）の特徴で構成した。ベルリン、ツェレでは低地の小さなアパートなどのために、このシステムを最大限適用する。その他は、1926年にレオポルド・フィッシャーと設計したデッサウ-ツィービックのプロジェクトは1929年に完成した。
1926年刊行の本『Die Deutsche Binnen-Kolonisation』（ドイツの居住環境）では、本質的によりよい生活のためのツールであった工業製品としての庭園を解説している。
彼は工業化社会がブルジョアへのエスケープテクストとしてではなく、機械化されたオブジェクト、機械化された社会での生活を向上させ、互換性のある手段として庭園の設計を解釈しており、その概念はまた、内から植民地化というドイツの帝国主義の野望を批判、空間を整理するためのアイデアは、都市住民に適用され、土地に戻って接続するための手段として市内外の住民の美徳を見ており、オーバーライドの概念は包括的な都市地域計画の一部であるとし、また、住居と庭園の有機系のシステムとの完全な接続があったことを強調し、庭システム最大の効率性を強調した。
計画は使用者側の姿勢を強調して居住空間の形成し、必要性に基づいて柔軟に住戸を検討した。壁は、建築と風景を結ぶデザインにおいて重要な要素であった。1920年代の新たな住宅開発では、Schutzmauer（防護壁）は単にプロット、全体的な合理的な発注システムの一部として庭に延びるジードルングブロックの幾何学的な線を分離し、アクティブな機能要素として工夫した。
整理合理的で幾何学的な線に沿った建築と景観の相互浸透がデザイン思想の中心となしていた。ドアと外側と内側の間に窓が形成されたZwischenglieder（隙間）のようなガラスの両方の広範な使用、温室の住戸を取り囲むことにより、冬の保護を提供しながら、太陽に精神的な接続をしているとした。ワイマール共和国時代の漸進的な志向傾向においてはそのデザインは、多くの場合、あまりに機能的であるため、多くの人々が彼の理論的なアイデアには非常に重要とはみていたが、個々の庭のプロットを維持するためには不用意であろうという単純な事実から批判もなされた。
さらに1920年代後半から、ミッゲのデザイン思想は共同公園エリアの周囲より小さい場をグループ化したものへ、関心はコロニアル公園から、個々の生産的な庭、クラインガルテンとシュレーベルガルテンのモデルに基づくものに移っていた。 
また、必要なときに小さな単位を加えることができるよう、壁や時に手頃な価格の形で住宅を提供する「成長の家」考案に参加。
こうして1930年代にかけて、ワイマール共和国時代に設計したミッゲの造園施設、屋外施設の多くが、新しい近代思想で設計された。
1926年、ヴォルプスヴェーデの芸術家のコロニーで、デザインの実験農場に「intensive Siedlerschule」（学校）を設立。彼はまた、汚泥を利用することに興味を持ち、Metrokloなどで、ドライなトイレのある住戸だけでなく、ヒト糞便を採取できる排水機能も用意し、ヴォルプスヴェーデの庭園で汚泥を再使用できるようにした。こうして彼の社会改革を伴う庭園思想に従って、堆肥のトイレや庭の小屋を装備。市民農園と住宅を組み合わせていただけでなく、乾式便所とコンポストによってバイオマス・堆肥化を実施している。
1932年に『Die Wachsende Sidelung』（成長する住宅地）を書いた。
彼は最初に共産主義に共鳴した後、1932年ごろには国家社会主義に傾倒していたが、ヒトラー政権下、ナチスの残虐行為にあう前に、腎臓病にかかり死去した。
20世紀初頭、都市における病床改革への取り組みにおいて住宅および都市計画には、田園都市運動が最終的にはもたらしたが、同時にますます共同責任のオープンスペースの設計に重点が置かれることとなる。 
ミッゲのアイデアに重点を置いている見解は当時の社会情勢下で、アイデアの多くは様々な面で適応し共有されていたが、一匹狼的な彼の言動から同僚との議論で形成していった。 
ヴァグナーらとこのような理論的な概念を、衛生的環境と装飾の緑（カミッロ・ジッテの分析分類に匹敵する）といった自由表面の理論におくような傾倒は、ワイマール期の変更社会的・政治的条件が加味され、公共緑地の重要性の高まりとプライベート緑のスペースのための新しい構造と居住パターンに対応した、新しいデザインの可能性を開いていく。屋外の生活空間にインテリア生活空間の比率は、建築の動向と利用者へ、いくつかの独特の特徴をなしている。
ブルジョア顧客のためという従来顧客で働いている造園家や建築家の職は、新たな願望をうけ入れるオープンスペースのアパートの建物にはなく、したがって、「何千人もの人々がドイツにあった唯一無比の宮殿や装飾用の大公園ではなく、土地の小片程度、美しい庭をもちたい」と、いっしょに協働していたエルンスト・マイのスタッフらも憤然と判断していた。それゆえ、驚くべきことではなく、仕事も彼の工芸品への視点として見られたもので、集合住居の新規建設の分野で登場したのである。
研究経済的にもミッゲの開発されたタイプの庭の導入は持続可能であることを明らかにした。クラインガルテンとジードルング、庭とオープンキッチンを組み合わせたり、子供用プレイエリア、共同利用可能な屋上庭園 、高齢者のための休憩所やごみ処分、公共利用指向の概念の様々な設計にミッゲは関与。ミッゲ特別な関心は、「拡張リビングルーム」というプライベートで使用可能な庭園概念であり、この概念は、第一次世界大戦前にシリアルアプリケーションをみて、彼によってあみだされたものである。
ミッゲ自身、庭での生産化の目的は、誰もが庭を、技術的に優れた庭園を与えることができるからと述べ、別の視点では、恵まれない集団が自給率を有効にするには社会改革努力の必要もあったとする思想からで、こうした観念は第二次世界大戦前からみられはじめていたのである。
モダニズムの物議を醸すような建物に似て、建物敷地内の家庭菜園といったものは、支配的な地位の面々の社会的、経済的便益、古典的な観念とは相反していたが、バウハウスが評価。オープンスペースは、厳密にする建物のようにする必要があり、シンプルで機能的な設計はヴァルター・グロピウスらバウハウスの最も影響力のある建築家に認められ、かなり影響を与えている。

## 作品
- ハンブルク・フールスビュッテル・ジュニパーパーク（パブリックガーデン、1910年）
- ヴィルヘルムスハーフェンの墓地（1912年から、1924年まで）
- ベルリン・シェーネベルク、リンデンホフの近くAlboinplatzesのメモリアルガーデン（1918年/1921年）
- ライプツィヒ・シェーネフェルトのマリアンネン公園（1913年、完成は1928年）
- ガーデンサバーブ・マリーエンブルーン
- 革命の犠牲者の休憩所（キールのEichhof公園墓地、1924年）
- ベルリン・ブリッツジードルング（ブルーノ・タウトとマルティン・ヴァグナー、1927年から1933年にかけて協働）

## 出版物
- 20世紀の庭園文化(Die Gartenkultur des 20.) Jahrhunderts. Diederichs, Jena 1913
- 皆で自給(Jedermann Selbstversorger) Diederichs, Jena 1919
- 社会サービス(Der soziale Garten)
- 緑宣言(Das grune Manifest) Berlin-Friedenau 1926（1999年再版ISBN 3-7861-2291-1 ）